# Pseudotectoribates kittenbergeri
Pseudotectoribates kittenbergeri är en kvalsterart som först beskrevs av Balogh 1959.  Pseudotectoribates kittenbergeri ingår i släktet Pseudotectoribates och familjen Oribatellidae. Inga underarter finns listade i Catalogue of Life.